# Velislav Vasilev
Velislav Krasimirov Vasilev (in bulgaro Велислав Красимиров Василев?; Varna, 8 maggio 2001) è un calciatore bulgaro, attaccante dello Jantra Gabrovo.

## Carriera

### Club
Cresciuto nel settore giovanile del Černo More Varna, ha esordito in prima squadra il 13 giugno 2020 disputando l'incontro di Părva liga vinto 2-0 contro il Vitoša Bistrica.

### Nazionale
Nel 2021 ha esordito con la nazionale bulgara Under-21.

## Statistiche

### Presenze e reti nei club
Statistiche aggiornate al 21 marzo 2022.
| Stagione        | Squadra          | Campionato      | Campionato | Campionato | Coppe nazionali | Coppe nazionali | Coppe nazionali | Coppe continentali | Coppe continentali | Coppe continentali | Altre coppe | Altre coppe | Altre coppe | Totale | Totale |
| Stagione        | Squadra          | Comp            | Pres       | Reti       | Comp            | Pres            | Reti            | Comp               | Pres               | Reti               | Comp        | Pres        | Reti        | Pres   | Reti   |
| --------------- | ---------------- | --------------- | ---------- | ---------- | --------------- | --------------- | --------------- | ------------------ | ------------------ | ------------------ | ----------- | ----------- | ----------- | ------ | ------ |
| feb.-giu. 2020  | Černo More Varna | 1L              | 3          | 0          | CB              | -               | -               |                    | -                  | -                  |             | -           | -           | 3      | 0      |
| 2020-2021       | Černo More Varna | 1L              | 13         | 0          | CB              | 2               | 0               |                    | -                  | -                  |             | -           | -           | 15     | 0      |
| 2021-2022       | Černo More Varna | 1L              | 18         | 0          | CB              | 2               | 0               |                    | -                  | -                  |             | -           | -           | 20     | 0      |
| Totale carriera | Totale carriera  | Totale carriera | 34         | 0          |                 | 4               | 0               |                    | -                  | -                  |             | -           | -           | 38     | 0      |